# Théorème d'Ostrowski
Pour les articles homonymes, voir Ostrowski.
En mathématiques, le théorème d'Ostrowski est un théorème de  théorie des nombres démontré en 1916 par Alexander Ostrowski, d'après lequel toute valeur absolue non triviale sur le corps ℚ des rationnels est équivalente soit à la valeur absolue usuelle, soit à l'une des valeurs absolues p-adiques.
Plus précisément et plus généralement, le théorème d'Ostrowski énonce que les seules valeurs absolues non ultramétriques sur un corps K sont (s'il en existe) les applications de la forme x ↦ |f(x)|c, où f est un plongement de K dans le corps des complexes, et 0 < c ≤ 1. Or les valeurs absolues ultramétriques sur K sont celles induites par une valuation réelle, et pour K = ℚ les valuations réelles sont les valuations p-adiques.

## Valeur absolue
Soit K un corps. Une valeur absolue sur K est une application | ∙ | de K dans l'ensemble des réels positifs, vérifiant :
1. {\displaystyle \forall x\in K,\ |x|=0\Longleftrightarrow x=0~;}
2. {\displaystyle \forall (x,y)\in K^{2},\ |x\times y|=|x|\times |y|~;}
3. {\displaystyle \forall (x,y)\in K^{2},\ |x+y|\leq |x|+|y|.}

L'application (x, y) ↦ |y – x| est alors une distance sur K.
Si la valeur absolue vérifie la condition
{\displaystyle \forall (x,y)\in K^{2},\ |x+y|\leq \max(|x|,|y|),}
plus forte que la condition 3, alors la valeur absolue est dite ultramétrique.

### Valeur absolue triviale
La valeur absolue triviale | ∙ |0 sur un corps est définie par 
{\displaystyle |x|_{0}={\begin{cases}0&{\text{si }}x=0\\1&{\text{si }}x\neq 0.\end{cases}}}

### Valeur absolue usuelle
La valeur absolue usuelle | ∙ |∞ sur ℚ est définie par
{\displaystyle |x|_{\infty }={\begin{cases}x&{\text{si }}x\geq 0\\-x&{\text{si }}x<0.\end{cases}}}

### Valeur absoluep-adique
Pour un nombre premier p fixé, tout rationnel non nul x s'écrit de manière unique sous la forme {\displaystyle x=p^{n}{\frac {a}{b}}} où {\displaystyle n}, {\displaystyle a} sont des entiers relatifs, {\displaystyle b} est un entier strictement positif tels que {\displaystyle a} et {\displaystyle b} sont premiers entre eux, et  {\displaystyle p} ne divise ni {\displaystyle a} ni {\displaystyle b}.
L'entier n est la valuation p-adique de x. La valeur absolue p-adique | ∙ |p sur ℚ est alors définie par 
{\displaystyle |x|_{p}={\begin{cases}0&{\text{si }}x=0\\p^{-n}&{\text{si }}x\neq 0.\end{cases}}}
Elle est ultramétrique.

### Valeurs absolues équivalentes
Deux valeurs absolues sur un corps K sont dites équivalentes lorsque les distances associées sont topologiquement équivalentes. Elles sont alors puissance l'une de l'autre avec un exposant strictement positif.

## Théorème d'Ostrowski
Théorème — Toute valeur absolue non triviale sur ℚ est équivalente à la valeur absolue usuelle | ∙ |∞ ou à l'une des valeurs absolues p-adiques | ∙ |p où p est un nombre premier.

## Complétés du corps des nombres rationnels
Le théorème d'Ostrowski montre qu'il n'existe que deux types de complétés du corps ℚ. Si l'on prend une valeur absolue équivalente à la valeur absolue usuelle, on construira un corps isomorphe à ℝ. On pourra consulter la construction des nombres réels pour plus d'information.
Si l'on complète le corps ℚ par une valeur absolue p-adique, on obtient des corps complets très différents de celui des réels : les corps p-adiques. Cela ouvre les portes de l'analyse p-adique.